# アン・ジッ・チエン
アン・ジッ・チエン(英: Jit Chien, Ang、別名：Dato'Sri Francis Ang　ダトースリ・フランシス・アン)   は、シンガポールのブロックチェーン不動産開発および
暗号通貨KOZの発行企業であるKOZJIN INTERNATIONAL PTE 通称「KOZJIN（コウジン）」の創始者である。